# Slaveri i Australien
Slaveri i Australien förekom i olika former efter den brittiska kolonisationen 1788. Formellt sett avskaffades slavhandeln i Australien i enlighet med Slave Trade Act 1807 och slaveriet enligt Slavery Abolition Act 1833, som gällde i hela det brittiska imperiet. I praktiken utövades olika former av slaveri i Australien till långt in på 1900-talet. 
De brittiska straffångarna, som behandlades som slavar fram till att deras strafftid utgått, utgjorde kolonins främsta arbetskraft till 1830-talet. De ersattes av kulierna, kinesiska kontraktsarbetare under slavliknande förhållanden, som i sin tur på 1860-talet ersattes av melanesier, som fram till sekelskiftet 1900 kidnappades från Söderhavet och såldes till arbetsgivare av australiska slavhandlare. Australiens ursprungsbefolkning, aboriginerna, tillfångatogs och köptes och såldes öppet som slavar av nybyggarna tills denna handel omkring 1900 reglerades i ett av staten godkänt oavlönat tvångsarbete, som inte upphörde förrän på 1970-talet. 

## Straffångar
Brittiska straffångar utgjorde länge den brittiska kolonins viktigaste arbetskraft, från dess grundande 1788 till systemets upphävande 1868.  De var inte formellt slavar, men de levde under sin strafftid under liknande villkor. Fram till att deras strafftid hade utgått, kunde de köpas, säljas och hyras ut, av och till privatpersoner för tvångsarbete. Straffångarna kom i lägre antal efter 1830-talet, och systemet avskaffades slutligen 1868.

## Aboriginer
Australiens aboriginer utsattes även för slaveri. Det förekom att aboriginer tillfångatogs, hölls fångna och tvingades arbeta för sina tillfångatagare. När de brittiska bosättningarna bredde ut sig och kolonisatörerna delade upp marken mellan sig, kunde aboriginer som var bosatta på denna mark dödas, jagas bort eller tvingas arbeta för den brittiska jordbrukare som lagt beslag på den mark de var bosatta på. Aboriginerna sysselsattes i tvångsarbete på både jordbruk, boskapshållning, hushållsarbete och prostitution. De arbetade under tvång utan lön, eller endast med till exempel tobak i betalning. Aboriginer, särskilt aboriginska barn, kunde också kidnappas i räder och straffexpeditioner och sedan köpas och säljas mellan nybyggarna. Denna slavhandel skedde mellan informellt mellan privatpersoner. Under andra hälften av 1800-talet förekom protester mot den informella slavhandeln med aboriginer. 
Efter 1897 kunde ingen person anställa aboriginer som arbetskraft utan tillstånd från en Protector of Aborigines, som skulle säkerställa att dessa inte var slavar utan anställda mot lön, men samma lag gjorde det också lagligt att tvinga aboriginerna till arbete och brottsligt för dem att vägra, och deras lön betalades ut till ett bankkonto som de inte hade tillgång till själva, och där deras pengar istället gick direkt till staten. Efter 1901 gällde denna lag över hela Australien. Först på 1950- och 60-talen började lönerna utbetalas direkt till aboriginska arbetare, och de var då betydligt lägre än till vita personer. Lagen upphävdes inte förrän på 1970-talet.

## Kulier
När straffångarnas antal minskade på 1830-talet ersattes dessa av importen av kulier från främst Indien och Kina. Kulierna arbetade enligt på 5-6 år i utbyte mot kost och logi och deras tjänster köptes, såldes och hyrdes ut. Kulierna utsattes för hård behandling mot oavlönat tvångsarbete. I vissa fall transporterades och arbetade de under så svåra förhållanden att de avled. Det avslöjades också efter hand att många rekryterades genom kidnappning. Handeln med kulier till Australien förbjöds 1855. 

## Blackbirding

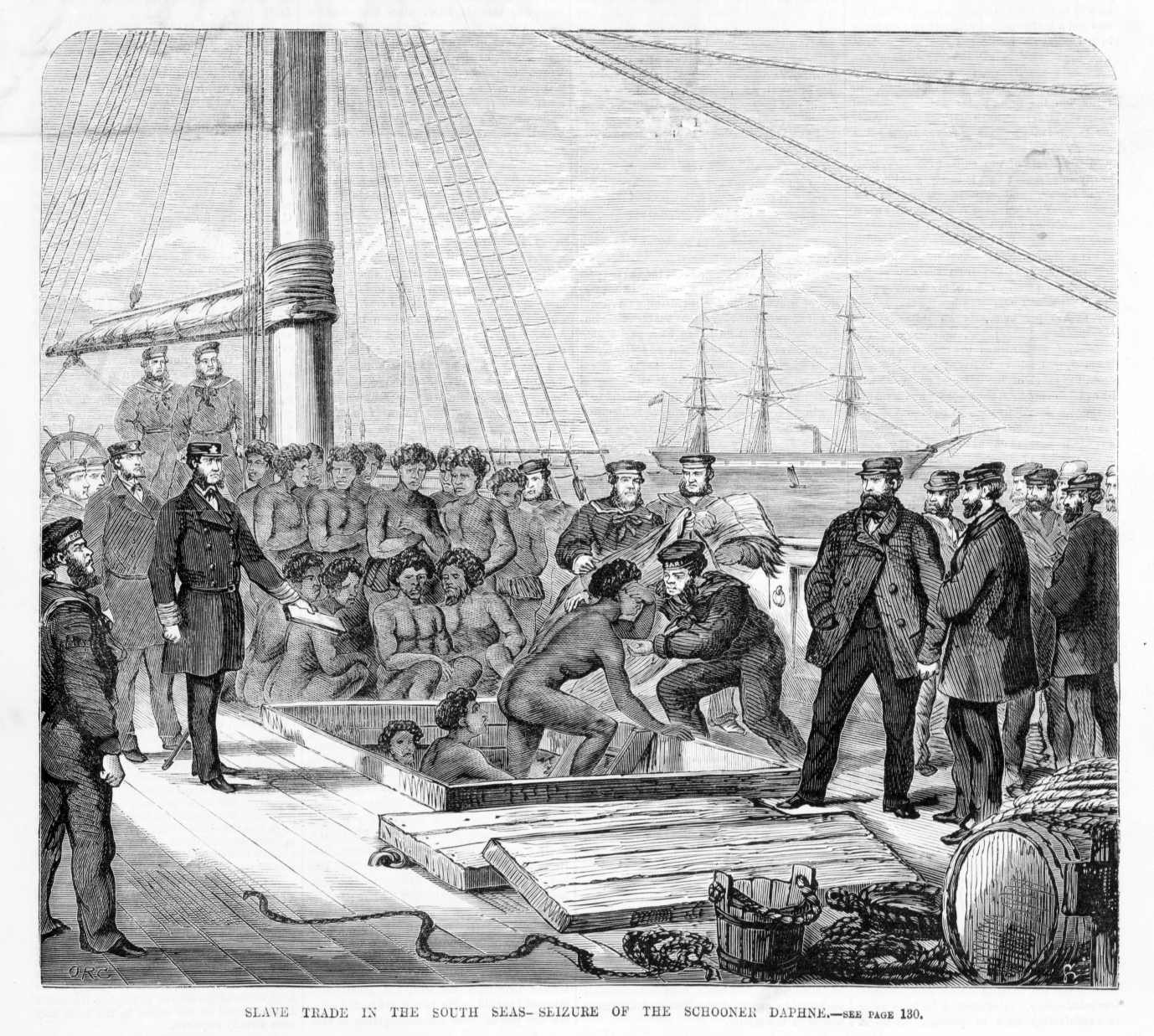
Blackbirding-slavskeppet Daphne beslagtogs 1869 av HMS Rosario, som befriade dess passagerare.

Från mitten av 1800-talet utvecklades en handel med arbetare från Söderhavet (Melanesien). Denna handel blev känd som Blackbirding. Rekryterare värvade arbetare i Melanesien, ofta kanaker, för arbete i Australien. Vissa av dessa rekryterades frivilligt, dock med otillräcklig kunskap om arbetet och sina rättigheter, medan andra blev kidnappade med våld. Dessa transporterades sedan till Australien där de blev sålda till arbetsgivare. Denna handel nämns först 1847, men kom igång på allvar på 1860-talet, när handeln med kulier hade förbjudits, samtidigt som det amerikanska inbördeskriget hade gjort att sockerodlingen i Queensland vuxit i betydelse. 
Under 1880-talet restes en växande opinion mot denna handel, som började jämföras med den afrikanska slavhandeln, och farhågor fanns om att den skulle utvecklas till en storskalig slavhandelsindustri. 1884 inträffade ett viktigt precedensfall, när ett slavskepp beslagtogs av myndigheterna, dess besättning åtalades och slavarbetarna återbördades till sina hemländer. År 1901 återstod 10,000 slavarbetare från Oceanien i Australien, som återbördades till sina hemländer 1906–08 i enlighet med Pacific Island Labourers Act 1901.